# Kim tự tháp Senusret III
Kim tự tháp Senusret III, được xây dựng trong khu nghĩa trang hoàng gia Dahshur và nằm ở phía đông bắc Kim tự tháp Đỏ. Nó vượt xa cả về kích thước lẫn quy mô so với các kim tự tháp được xây trong cùng thời kỳ Vương triều thứ 12, với chiều cao 78 mét, các cạnh dài 105 mét và nghiêng 56°18'35".
Đây được cho là nơi chôn cất của pharaon Senusret III, mặc dù ông cũng cho xây dựng một công trình tưởng niệm tại Abydos, và nhiều người cũng nghĩ nhà vua được chôn tại Abydos.

## Lịch sử khảo cổ
Kim tự tháp lần đầu tiên được khai quật vào năm 1894 bởi nhà Ai Cập học người Pháp Jacques de Morgan, người đã tìm cách đi vào phòng chôn cất sau khi phát hiện một đường hầm được đào bởi những tên trộm xưa kia.
Trong những thập niên 1990, Dieter Arnold đã tái khảo sát lại khu phức hợp này. Karl Richard Lepsius đã đánh số thứ tự cho kim tự tháp này trong danh sách các kim tự tháp của ông là Lepsius XLVII.

## Phức hợp

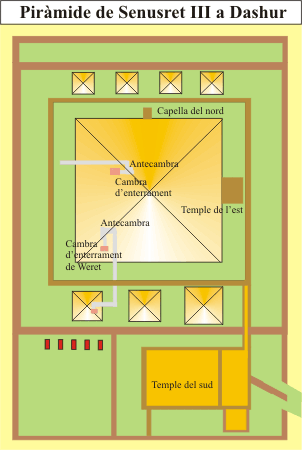
Sơ đồ phức hợp kim tự tháp của vua Senusret III

Phức hợp kim tự tháp được bao bọc bởi một lớp tường, được khía rãnh như khu phức hợp của Djoser. Kim tự tháp và đền thờ được ngăn cách riêng bởi một bức tường khác, 7 kim tự tháp vệ tinh nằm giữa 2 lớp tường này. Góc tây bắc  của khu phức hợp là sáu con thuyền đưa tang bằng gỗ được chôn lấp trong cát, mỗi thuyền dài hơn 6 mét. sáu con thuyền hiện được lưu giữ ở nhiều nơi: hai cái tại Bảo tàng Cairo, hai cái tại Bảo tàng Lịch sử Tự nhiên Field, Chicago và hai cái tại Bảo tàng Lịch sử Tự nhiên Carnegie, Pittsburgh.

### Đền thờ
Không có một chút thông tin gì về ngôi đền thung lũng, vì nó chưa bao giờ được tìm thấy, mặc dù có một đường đắp cao vẫn tồn tại ở phía đông nam kim tự tháp. Một ngôi đền nhỏ nằm giáp phía đông kim tự tháp. Tuy nhiên, nó đã bị hủy hoại hoàn toàn, và Arnold nghĩ rằng, đây có thể là minh chứng cho việc cải cách tôn giáo, khi bỏ đi một sảnh tế lễ và những phòng kho cùng lối vào chính của khu phức hợp - một điểm đặc trưng ở các phức hợp của các tiên vương. Một số phù điêu bị vỡ mô tả các vị thần và các cảnh giết mổ gia súc hiến tế.
Một ngôi đền lớn hơn được xây ở phần mở rộng phía nam của phức hợp, tuy đã bị hủy hoại, nhưng không nghiêm trọng bằng ngôi đền phía đông. Ngôi đền này có thể có 2 phần: một sân trước với những cây cột đá và một khoảng sân thờ phía sau. Những mảnh vỡ của các phù điêu cho thấy nhà vua đang thực hiện lễ hội Sed cùng các vị thần.

### Kim tự tháp chính
Như những kim tự tháp thời Trung vương quốc, lõi của kim tự tháp Senusret làm bằng gạch bùn và khi hoàn thành, nó được phủ một lớp đá vôi trắng. Các viên gạch bùn có kích thước và hình dạng không đồng đều do không được đúc từ một khuôn, một số viên gạch lại mang dấu vân tay của các thợ nung. Vữa không được dùng để kết dính các viên gạch, mà thay vào đó, cát được lấp đầy các khoảng trống. Kim tự tháp sau đó đã bị sụp đổ dưới thời vua Ramesses II do không có những viên gạch lớn để giữ vững kim tự tháp.

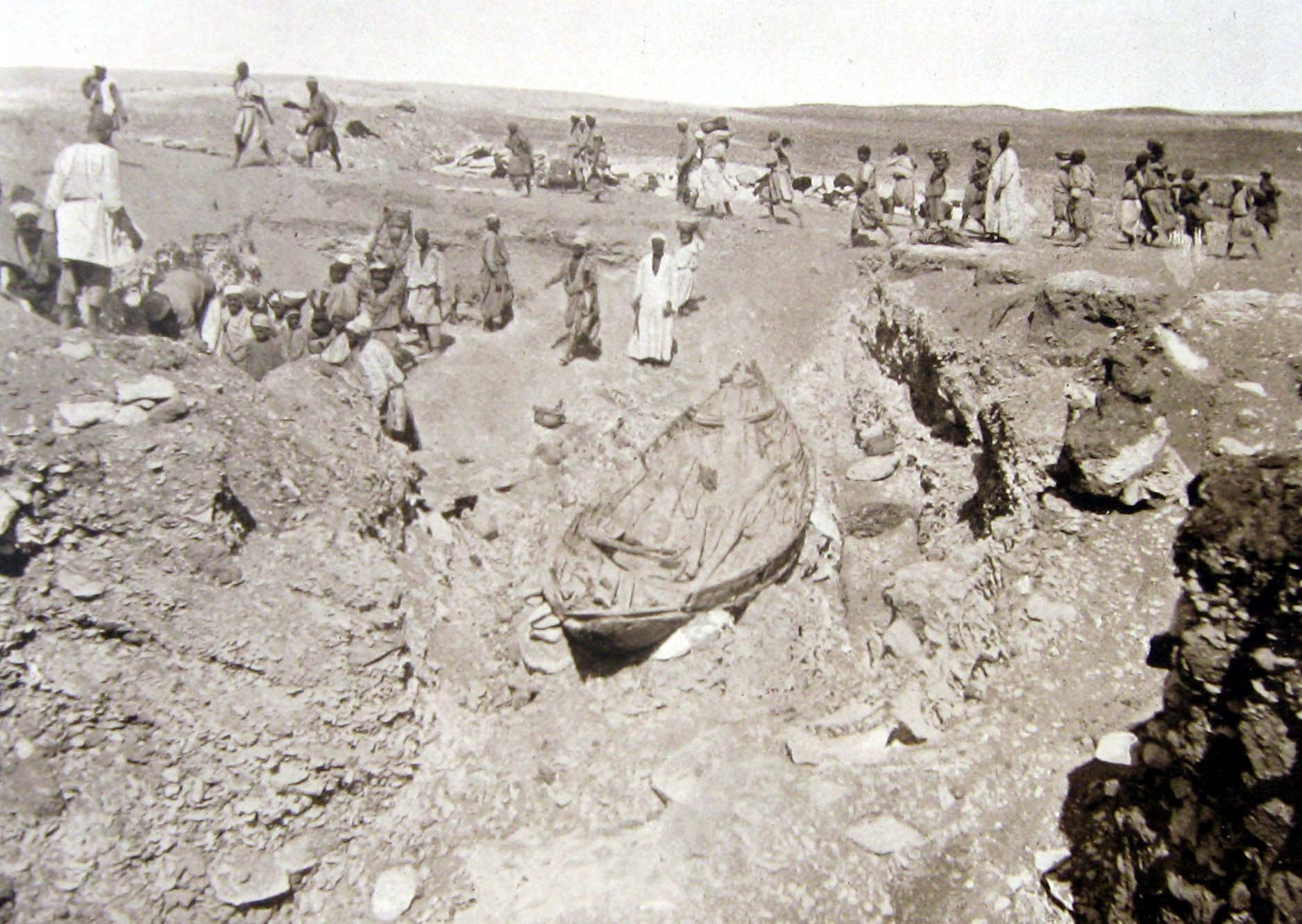
Một con thuyền barque được chôn ở góc tây bắc khu phức hợp

Cũng giống như Flinders Petrie, Morgan đã gặp khó khăn khi tìm lối vào kim tự tháp này. Bắt đầu từ thời Senusret II trở đi, lối vào kim tự tháp không còn nằm ở hướng bắc nữa, nhưng nhà nguyện Bắc vẫn được xây dựng. Cửa vào của kim tự tháp được giấu ở phía tây, bên dưới một vỉa hè, dẫn xuống phòng ngoài, thông với căn phòng chôn cất.
Phòng chôn cất có một mái vòm bằng đá vôi, phía trên là một mái vòm nữa bằng gạch bùn. Tường phòng bằng đá granite có phủ thạch cao, trong khi những phần còn lại của phòng được phủ đá vôi thường và được điểm sơn trắng và đỏ, giả như đó là đá granite hồng.
Một cỗ quan tài tinh xảo bằng đá granite đặt ở phía tây căn phòng và một hốc nhỏ ở tường phía nam để cất rương đựng bình nội tạng. Bởi vì không tìm thấy bất cứ những gì còn sót lại của những bình nội tạng, và trong quan tài chỉ toàn là cát bụi, nên Joe Wegner, Mark Lehner và các nhà nghiên cứu khác đều cho rằng, Senusret III không bao giờ được chôn cất tại nơi đây, mà là tại Abydos. Gần đây, ngôi mộ ở Abydos của nhà vua được xem là mộ rỗng, chỉ là một công trình tưởng niệm của ông.
Arnold lại nghĩ rằng, căn phòng chứa quan tài bên dưới kim tự tháp chỉ là phòng mộ của hoàng hậu, và phòng mộ chính của Senusret vẫn chưa được tìm ra. Tất cả những gì được tìm thấy trong căn phòng này, ngoại trừ cỗ quan tài, là những bình gốm và một con dao găm đồng có cán bằng ngà.

### Kim tự tháp vệ tinh
Ở phía bắc kim tự tháp chính là 4 kim tự tháp nhỏ, được cho là nơi chôn cất của các hậu phi, công chúa của vua Senusret III. Các phòng mộ đều thông với nhau, đều có một cỗ quan tài và một rương đựng bình nội tạng. Có 2 quan tài được khắc chữ, mang tên của Menet và Senetsenbetes, 2 người con gái của Senusret. Nhiều trang sức và đá quý cũng được tìm thấy và mang tên của hoàng hậu Sithathor (vợ, đồng thời là chị em gái của Senusret III) và công chúa Mereret con ông, hiện nằm trong Bảo tàng Cairo.
Ở phía nam kim tự tháp chính lại là 3 kim tự tháp khác, thuộc về 3 bà phi khác của Senusret III: Neferthenut, Khenemetneferhedjet II và Itakayt. Những vật dụng được tìm thấy trong ngôi mộ này là những phần vương trượng và trang sức mang tên các bà. Mảnh vỡ bình nội tạng của thái hậu Khenemetneferhedjet I, mẹ ruột của Senusret III cũng nằm trong số này. Các cỗ quan tài cũng nằm ở mé tây của căn phòng.

### Kho báu
- Trang sức và kỷ vật trong 7 kim tự tháp nhỏ
- Trang sức và kỷ vật trong 7 kim tự tháp nhỏ
- Trang sức và kỷ vật trong 7 kim tự tháp nhỏ
- Trang sức và kỷ vật trong 7 kim tự tháp nhỏ